# Капица, Сергей Петрович
Серге́й Петро́вич Капи́ца (14 февраля 1928, Кембридж, Англия — 14 августа 2012, Москва) — советский и российский учёный-физик, просветитель и телеведущий, а также демограф. С 1973 года бессменно вёл научно-популярную телепрограмму «Очевидное — невероятное»; основатель и главный редактор журнала «В мире науки».
Доктор физико-математических наук (1962), профессор (1965), завкафедрой МФТИ, являлся главным научным сотрудником Института физических проблем им. П. Л. Капицы. Член Европейской академии наук. Почётный профессор МГУ (2010).
Лауреат премии Калинги (ЮНЕСКО, 1979), Государственной премии СССР (1980), премии Правительства Российской Федерации в области образования (2002), ТЭФИ (2008), первый удостоенный Золотой медали РАН за выдающиеся достижения в области пропаганды научных знаний (2012).
Сын нобелевского лауреата физика П. Л. Капицы, внук русского академика-кораблестроителя А. Н. Крылова.

## Биография
Родился в Англии (где с 1921 по 1934 год работал в Кембридже его отец). В послесоветское время С. П. Капица отмечал, что у него сохранилось английское гражданство как полученное по месту рождения (согласно его биографии в ЖЗЛ, «в 1990-е годы ему был выписан британский паспорт. Среди шести уровней „британской национальности“ он получил высший уровень — уровень „британского гражданина“, как рождённый в Великобритании в 1928 году. Это было двойное гражданство, но Сергей Петрович всегда подчеркивал, что считает себя только гражданином России»).

В 1936 году, после того как в 1934-м власти СССР принудительно удержали его отца, Сергей вместе с матерью и братом переехали в Москву. С 1937 года он ходил в школу во 2-м Обыденском переулке, где учился с детьми из «Дома на набережной». Из мемуаров: 
Со мной в классе учились дети Микояна и племянник Кагановича. Был такой случай — пятый класс, чем заниматься, как не дракой? И вот как-то я с криком «бей наркомчиков» набросился на них, чем и прославился. История закончилась тем, что меня перевели в другую школу.
Во время Великой Отечественной войны был в эвакуации в Казани; там в 1943 году окончил школу экстерном; участвовал в экспедициях по разведке нефти. Вернувшись в октябре 1943 года в Москву, поступил на самолётостроительный факультет Московского авиационного института, став единственным пятнадцатилетним студентом института среди поступивших. В 1948 году благодаря отцу, хотя уже и пребывавшему тогда в государственной опале, Сергей стал участником экспедиции А. И. Алиханьяна в Армении.
В 1949 году с отличием окончил МАИ, с рекомендацией «принять за основу» его дипломную работу при подготовке кандидатской диссертации. Выполнял диплом в Центральном аэрогидродинамическом институте (ЦАГИ) им. профессора Н. Е. Жуковского в лаборатории академика С. А. Христиановича, занимался ракетой Фау-2.
Затем в течение двух лет работал в этом же институте. Как отмечает его биограф А. Ю. Мостинская, за выполненные там тогда работы он будет в 2010 году избран в Международную академию астронавтики.
В 1949 году вышла и его первая научная работа — в соавторстве с отцом, опубликованная в «Журнале экспериментальной и теоретической физики»: «Волновое течение тонких слоев вязкой жидкости».
Будучи уволен из ЦАГИ, Сергей Капица перешёл в Геофизический институт АН СССР, где был принят в лабораторию А. Г. Калашникова, бывшего министра просвещения РСФСР. Потом перешёл в Институт физических проблем — с подачи отца (который вскоре, с 1955 года, вновь станет там директором). После перехода в ИФП С. П. Капица с 1953 по 1958 год по совместительству сотрудничал в Институте научной информации, редактировал реферативный журнал «Физика». Как отмечал академик Иванов Вячеслав Всеволодович, когда Капицу-старшего «лишили всех должностей, он мог заниматься исследованиями только в домашней лаборатории на даче. Ему нужен был помощник, и, конечно, им стал старший сын».
В 1953 году защитил диссертацию на соискание степени кандидата физико-математических наук по теме «Исследование магнитных свойств горных пород при механических напряжениях». В 1955 году получил звание старшего научного сотрудника (с. н. с.) по специальности «электроника».
С 1956 года преподавал в Московском физико-техническом институте (МФТИ). В 1962 году стал доктором физико-математических наук, защитив в ОИЯИ диссертацию по теме «Микротрон» (конструкторскую часть работы выполнил главный конструктор ФГУП «НПО Агат» А. Э. Атовмьян); через семь лет в издательстве «Наука» на её основе выйдет первая книга Сергея Капицы — одноимённая монография, написанная совместно с В. Н. Мелехиным.
В 1965 году получил звание профессора.
С тех пор по 1998 год преподавал общую физику студентам первых трёх курсов МФТИ на одноимённой кафедре, которой с 1964 года заведовал (став преемником Н. Е. Алексеевского) на протяжении 33 лет.
Академик А. Ф. Андреев вспоминал, что после выступления Сергея Петровича на теоретическом семинаре Ландау академик А. Б. Мигдал заметил, что С. П. Капица проявил способности физика-теоретика, и даже предложил ему перейти в «теоретический цех». Кроме того, работа, с докладом о которой выступил Сергей Петрович, вошла в качестве задачи в знаменитый Курс теоретической физики Ландау и Лифшица. Как отмечает биограф Капицы А. Ю. Мостинская, 1968-й, по-видимому, стал для него годом наивысшего успеха в науке. В том же году ученый совет Института физических проблем, при поддержке МФТИ, выдвинул его кандидатуру в члены-корреспонденты Академии наук, правда, это предложение не увенчалось успехом (не будет он избран также в 1970 и 1978 гг.). Мостинская отмечает, что Сергей Петрович «тяжело переживал свое неизбрание».
В 1973 году вышла в свет «Жизнь науки» — биографы определяют её как, вероятно, главную среди книг Капицы. Эта книга послужила предпосылкой к появлению телепередачи «Очевидное — невероятное», которую автор начал вести в том же году.
Впоследствии он вспоминал: «Когда я начинал свою работу на телевидении, тогда всякая публикация в области науки сопровождалась подробными актами экспертизы — что, мол, мы не выдаём секретных сведений. Меня вызвал Сергей Лапин, тогда председатель Гостелерадио, и объяснил: „Сергей Петрович, мы с вас этих экспертиз требовать не будем. Вы должны сами отвечать за то, что говорите. А мы будем смотреть“. Этим я и руководствовался». Впоследствии Капица соглашался с тем, что работа на телевидении помешала его научной карьере.
В декабре 1986 года Сергей Петрович пережил покушение «сумасшедшего из Ленинграда» (реставратора, члена общества «Память»), в результате которого получил тяжёлые травмы. Злоумышленник, приехав в Долгопрудный, проник в учебный корпус МФТИ, где С. П. Капица читал лекции по общей физике, и во время перерыва, когда лектор вышел из аудитории, дважды ударил его сзади туристическим топориком по голове. Капица сумел вырвать топор из рук нападавшего и ударил того обухом в лоб. Затем пострадавший преподаватель — окровавленный, с топором в руках — дошёл до кафедры, попросил вызвать скорую помощь и милицию, после чего потерял сознание. Злоумышленника задержали, а С. П. Капицу госпитализировали в нейрохирургическое отделение ГКБ имени С. П. Боткина с субдуральным кровоизлиянием. Ему наложили 17 швов. Со временем он смог вернуться к работе.
С 2006 года он был президентом кинофестиваля «Мир знаний».
В художественных фильмах «Узнай меня» (1979) и «Ёлки-палки!» (1988) он появляется на экране в роли самого себя — ведущего программы «Очевидное — невероятное».
Вице-президент Российской академии естественных наук, член Совета при Президенте РФ по культуре и искусству. Член Римского клуба, президент междисциплинарного дискуссионного клуба «Никитский клуб учёных и предпринимателей России» (первый, с 2000), член Манчестерского литературного и философского общества (англ. Manchester Literary and Philosophical Society). Президент Евразийского физического общества. Почётный первый вице-президент общественной организации Евразийская академия телевидения и радио.
Заместитель председателя Российского Пагуошского комитета при Президиуме РАН с 1987 года, участник Пагуошского движения учёных с 1977 года, член Пагуошского совета в 1987—1997 годах.
Был членом Общественного совета при Минобрнауки России.
Скончался на 85-м году жизни в Москве 14 августа 2012 года от рака печени. Прощание прошло 17 августа в ДК МГУ, в тот же день похоронен в Москве на Новодевичьем кладбище (участок № 10, ряд 1), недалеко от могилы отца и матери (участок № 10, ряд 2).

## Научная деятельность
Как отмечается в томе о нём ЖЗЛ: с Институтом физических проблем, где он сотрудничал до конца своих дней, его «связывали почти 60 лет трудового стажа, работа над микротроном, оставившим заметный след в истории отечественной физики, над другими проблемами ядерной физики, совершённое открытие, более десятка авторских свидетельств, почти сотня научных трудов, работа над докторской диссертацией, несколько книг, десятки учеников, различные премии, грамоты, награды…»
В качестве заведующего кафедрой МФТИ активно внедрял самостоятельность студентов ещё с советских времён.
С 15 марта 2001 года являлся научным руководителем Российского нового университета (РосНОУ). Активно участвовал там и в преподавательской деятельности. Здесь же в главном корпусе широко отмечалось его восьмидесятилетие.
Автор 4 монографий, десятков статей, 14 изобретений и 1 открытия.
Соавтор открытия квадрупольного фотоделения чётно-чётных тяжёлых ядер (№ 269 с приоритетом от 22 марта 1965 г., С. П. Капица, Ю. М. Ципенюк, Н. С. Работнов, Г. Н. Смиренкин, А. С. Солдатов, Л. Н. Усачёв). Экспериментально установлена неизвестная ранее закономерность подбарьерного фотоделения чётно-чётных ядер, заключающаяся в возрастании доли квадрупольной компоненты в области подбарьерных энергий и обусловленная зависимостью энергетических барьеров от квантовых характеристик делящихся ядер.
Создатель феноменологической математической модели гиперболического роста численности населения Земли. Впервые доказал факт гиперболического роста населения Земли до 1 года н. э. В последние месяцы своей жизни писал работу по демографии.
Считается одним из основоположников клиодинамики.

## Популяризаторская деятельность
Автор 13 книг и сотен статей.

### Телевидение
- В начале 1970-х годов впервые попал на телевидение по приглашению стать автором и ведущим телепередач для школьников о законе сохранения энергии и законе сохранения импульса. После этого получил предложение комментировать на телевидении научно-популярные фильмы[18].
- С 1973 по 2012 год был бессменным ведущим научно-популярной телепрограммы «Очевидное — невероятное». Прекратил работу на «Первом канале» в 1998 году после требований руководства поощрять лженауки и резко критиковать советскую науку[18]. После этого программа шла на каналах «Россия», «Культура» и ТВЦ.
- Был автором и идейным вдохновителем научно-популярной передачи «Идеи, меняющие мир», вышедшей уже после его смерти. Герои передачи — люди, оказавшие значительное влияние на современное человечество в научной, гуманитарной и общественной сферах деятельности[33].

### Печатные издания
- Являлся основателем научно-популярного журнала «В мире науки» и занимал должность главного редактора издания с 1983 по 1993 год и с 2002 года вплоть до своей смерти.
- Состоял членом редколлегии журнала «Природа»[5].

### Другая общественная деятельность
- Являлся заместителем председателя Комиссии по синхротронному излучению при Президиуме АН СССР, членом Экспертной комиссии ВАК по физике и астрономии[5].
- С 2001 года — председатель правления Некоммерческого партнёрства «Мир науки».
- В октябре 2008 года подписал открытое письмо-обращение в защиту и поддержку освобождения юриста нефтяной компании ЮКОС Светланы Бахминой[34].
- Являлся одним из руководителей Пагуошского комитета при Президиуме РАН[9].
- Являлся убежденным противником интеллектуальной собственности[35].

## Спорт
В 1957 году Капица начал заниматься подводным плаванием; был избран заместителем председателя Федерации подводного спорта СССР при её основании в 1959 г., а возглавил её тогда физик-теоретик, будущий академик А. С. Мигдал. Оба они были в числе первых аквалангистов СССР. В 1958 и 1960 годах Капица и Мигдал снимали под водой кадры для документальных фильмов «Над нами Японское море» и «У скал Монерона». Консультации по технике съёмки учёные брали у режиссёра Михаила Калатозова и оператора Сергея Урусевского. С фильмом «У скал Монерона» Капица участвовал в международном фестивале спортивных фильмов в Каннах, где познакомился с Жак-Ивом Кусто.
В кембриджском доме и на подмосковной даче на Николиной Горе у Капиц был теннисный корт. Сергей Петрович очень любил теннис и в старости тосковал, сожалея, что его ничем не заменить.
Помимо этого, он с юности и до восьмидесяти лет водил машину (хотя с возрастом пользовался услугами шофёра, чтобы отдыхать в дороге), увлекался горными лыжами, с экспедицией спелеологов прошёл до конца самую глубокую (из известных на тот период) пещеру Австралии, имел лицензию пилота-любителя спортивного самолёта.

## Награды, премии, отличия
- Первая награда — золотая медаль ВДНХ (1969)[5]
- Премия Калинги (ЮНЕСКО) (1979);
- Государственная премия СССР за организацию телепередачи «Очевидное — невероятное» (1980);
- Премия РАН за популяризацию науки (1997)[5];
- Премия правительства РФ в области образования (совместно с профессорами: Л. С. Гордеевым и Э. М. Кольцовой, РХТУ; Ю. Д. Третьяковым, МГУ; С. П. Курдюмовым и Г. Г. Малинецким, ИПМ РАН) (2002) — за «Научно-практические разработки в области образования по синергетике, нелинейной динамике и термодинамике необратимых процессов, динамическому хаосу в химической технологии, химии и физике»[37];
- Почетный профессор ВГМУ им. Н. Н. Бурденко (2003)[38];
- Орден Почёта (2006)[39];
- Российская премия Людвига Нобеля (2008)[5];
- Почётная грамота Московской городской думы (2008)[40];
- Специальный приз «ТЭФИ» за личный вклад в развитие российского телевидения — как бессменному ведущему программы «Очевидное — невероятное» (2008)[41];
- Почётный профессор МГУ (2010)[42];
- Орден «За заслуги перед Отечеством» IV степени — за большие заслуги в развитии отечественного телерадиовещания и многолетнюю плодотворную деятельность (2011)[43];
- Золотая медаль Российской академии наук за выдающиеся достижения в области пропаганды научных знаний (2012)[44][45].
- Включен в Книгу рекордов Гиннесса как телеведущий с самым долгим стажем ведения программы[5].

## Цитаты
«Когда меня спрашивают про мировоззрение или вероисповедание, отвечаю, что я — русский православный атеист. Эта формула… точно передаёт всю противоречивость ситуации».
«Я не исключаю, что настанет время, когда рядом будут стоять десять томов теоретической физики Ландау и шесть классических томов каббалы».
Считал, что телевидение не должно работать на коммерческой основе: «Телевидение должно быть прислужницей власти, а не самостоятельной силой. А сейчас телевидение держит любого политика на коротком поводке, понимаете? Это абсолютно ненормальная ситуация».
«Данные ВЦИОМ говорят о том, что мы наконец пришли к тому, к чему стремились все эти 15 лет, — воспитали страну идиотов. Если Россия и дальше будет двигаться этим же курсом, то ещё лет через десять не останется и тех, кто сегодня хотя бы изредка берёт в руки книгу. И мы получим страну, которой будет легче править, у которой будет легче высасывать природные богатства. Но будущего у этой страны нет!»
О нём
Григорий Тарасевич: «По большому счету Капица был главным мудрецом нашей страны. Конечно, у нас есть не менее мудрые люди… Но никто из них не был столь известен широкой публике, как телеведущий, чья программа продержалась в эфире почти сорок лет. И наоборот: других, кто так раскручен в пространстве медиа, мудрецами никак не назовешь».

## Оценки
П. С. Гуревич считает, что:
Капица создал на телевидении определённый имидж. Он выглядит не просто исследователем, мыслителем. Образ Капицы неотторжим от страстной увлечённости тайнами природы. Сам он считает, что если бы сегодня были живы Коперник, Кеплер, Декарт, Ньютон, Дарвин, Менделеев, Эйнштейн, он непременно пригласил бы их к экрану, чтобы побеседовать о судьбах науки. Ведь сегодня популяризация науки становится активным фактором политического и социального развития.

## Память
- 14 февраля 2013, в день 85-летия Сергея Капицы, состоялось открытие мемориальной доски на здании Российского нового университета[52].
- 5 марта 2014 года президент Российской Федерации подписал указ № 113 «Об увековечении памяти С. П. Капицы»[53].
- В честь С. П. Капицы назван астероид (5094) Серёжа, открытый 20 октября 1982 года сотрудником Крымской астрофизической обсерватории Людмилой Карачкиной[54], название присвоено 1 сентября 1993 года[55].
- 12 февраля 2015 года издательско-торговый центр «Марка» выпустил памятную марку и памятный почтовый штемпель с изображением С. П. Капицы[56][57].
- Остров Капицы в составе Малой Курильской гряды в сентябре 2012 года был назван в честь «телеведущего и выдающегося российского учёного»[58].
- Улица Сергея Капицы в г. Москве названа в 2014 году.
- В 2018 году мемориальная доска С. П. Капице (автор — скульптор Г. В. Франгулян) установлена на углу дома 13 на Ленинском проспекте, где он жил с 1949 по 2012 год.

## Семья
С. П. Капица принадлежит к известной научной династии. Сын лауреата Нобелевской премии физика П. Л. Капицы, внук русского математика и кораблестроителя А. Н. Крылова и внучатый племянник известного французского биохимика Виктора Анри (Крылова) (фр. Victor Henri, 1872—1940; по линии матери, Анны Алексеевны), правнук известного географа И. И. Стебницкого, старший брат А. П. Капицы.
Отец — Пётр Леонидович Капица (1894—1984), физик, лауреат Нобелевской премии, академик АН СССР. Похоронен в Москве на Новодевичьем кладбище (участок № 10, ряд 2, место 7).
Мать — Анна Алексеевна Крылова (1903—1996), домохозяйка, дочь Алексея Николаевича Крылова, русского и советского кораблестроителя, специалиста в области механики, математика, академика Петербургской АН / РАН / АН СССР. В молодости обучалась живописи. Похоронена в Москве на Новодевичьем кладбище (участок № 10, ряд 2, место 7) рядом с мужем.
Брат — Андрей Петрович Капица (1931—2011), географ и геоморфолог, член-корреспондент АН СССР (позднее РАН) с 1970 года. Похоронен на Аксиньинском кладбище в Подмосковье.
Жена — Татьяна Алимовна Дамир (13.06.1923—28.08.2013), дочь профессора Алима Матвеевича Дамира, в 1953—1971 годах заведующего кафедрой пропедевтики внутренних болезней педиатрического факультета Второго Московского медицинского института. Похоронена в Москве на Новодевичьем кладбище (10 уч. 1 ряд), рядом с мужем.
- Сын — Фёдор Сергеевич Капица (1950—2017), филолог и писатель, работал в Институте мировой литературы имени А. М. Горького РАН и — вместе с женой, доктором филологических наук, профессором Татьяной Михайловной Колядич, — в журнале «В мире науки». Прах захоронен в Москве в колумбарии Николо-Архангельского кладбища.
  - Внучка — Вера, научный сотрудник отдела рукописей ИМЛИ РАН (с 2002) и заведующая читальным залом (с 2007 года).
- Дочь — Мария Сергеевна Капица (род. 1954), выпускница факультета психологии МГУ, психолог, кандидат психологических наук, старший научный сотрудник лаборатории психологии труда факультета психологии Московского государственного университета им. М. В. Ломоносова.
  - Внучка — Александра, выпускница факультета психологии МГУ, психолог.[61]
- Дочь — Варвара Сергеевна Капица (род. 1960), врач.
  - Внуки — Андрей и Сергей[5][62].

Крёстный отец Сергея Капицы — русский физиолог И. П. Павлов. Однако сотрудники Музея-усадьбы академика Павлова в Рязани, на родине учёного, высказываются более осторожно: «прямо о том, что Иван Павлов был крестным Капицы, в наших источниках не говорится… Но есть указания, что он присутствовал на крещении». Так, имеется письмо, в котором П. Л. Капица пишет своей матери: «…был у нас иеромонах Алексей, который приезжал крестить сына. Крестили его Сергеем… Тут был профессор Павлов с сыном, и они присутствовали на крестинах… Несмотря на свои 79 лет, он очень бодр и оживлен. Нам всем он понравился».
Своим другом Сергей Капица называл учёного-физика, нобелевского лауреата Жореса Алферова; крепкая дружба связывала его с авиаконструктором Алексеем Туполевым и с физиком-экспериментатором Александром Чудаковым.

## Галерея
- Могила Сергея Капицы и его жены на Новодевичьем кладбище до установки памятника
- Могила Капицы после установки памятника. На памятнике — рисунок его матери[36]